# Eduardo Tercero
Eduardo Santiago Tercero Méndez, noto semplicemente come Eduardo Tercero (Città del Messico, 6 maggio 1996), è un calciatore messicano, difensore del Tigres UANL.

## Caratteristiche tecniche
È un difensore centrale.

## Carriera
È cresciuto nel settore giovanile dell'Atlético Madrid, dove ha militato dal 2013 al 2017, quando è tornato in patria al Lobos BUAP. Ha debuttato fra i professionisti il 7 gennaio 2017 disputando l'incontro di Ascenso MX vinto 2-0 contro il Murciélagos

## Palmarès

### Club

#### Competizioni internazionali
- CONCACAF Champions League: 1

Tigres UANL: 2020
- Campeones Cup: 1

Tigres: 2023